# 北海道神宮頓宮
北海道神宮頓宮（ほっかいどうじんぐう とんぐう）は、北海道札幌市中央区南2条東3丁目に所在する神社。北海道神宮の境外末社であり、「頓宮」とは「仮の宮」を意味する。
6月半ばの北海道神宮例大祭において、街を練り歩く神輿が休憩する「御旅所」の役目を果たしてきた。また、地域のランドマークとしても機能しており、かつては札幌市電一条線に「頓宮前」停留所が存在した。
境内にある札幌軟石製の出雲型狛犬は札幌で最古のものである。また、石灯籠は北海道内で最古と言われる。

## 祭神
本社である北海道神宮に準じている。
- 開拓三神
  - 大国魂神（おおくにたまのかみ）
  - 大那牟遅神（おおなむちのかみ）
  - 少彦名神（すくなひこなのかみ）
- 明治天皇（めいじてんのう）

## 歴史
- 1878年（明治11年） - 札幌神社の遥拝所として創建[3]。
- 1890年（明治23年） - 狛犬が奉納される[1]。
- 1901年（明治34年） - 火災により焼失[3]。
- 1910年（明治43年） - 札幌神社から払い下げられた古材で社殿を造営[3]。
- 1947年（昭和22年） - 札幌神社から分霊を受け、末社となる[3]。
- 1964年（昭和39年） - 本社である札幌神社が「北海道神宮」に改名する[2]。

## ギャラリー

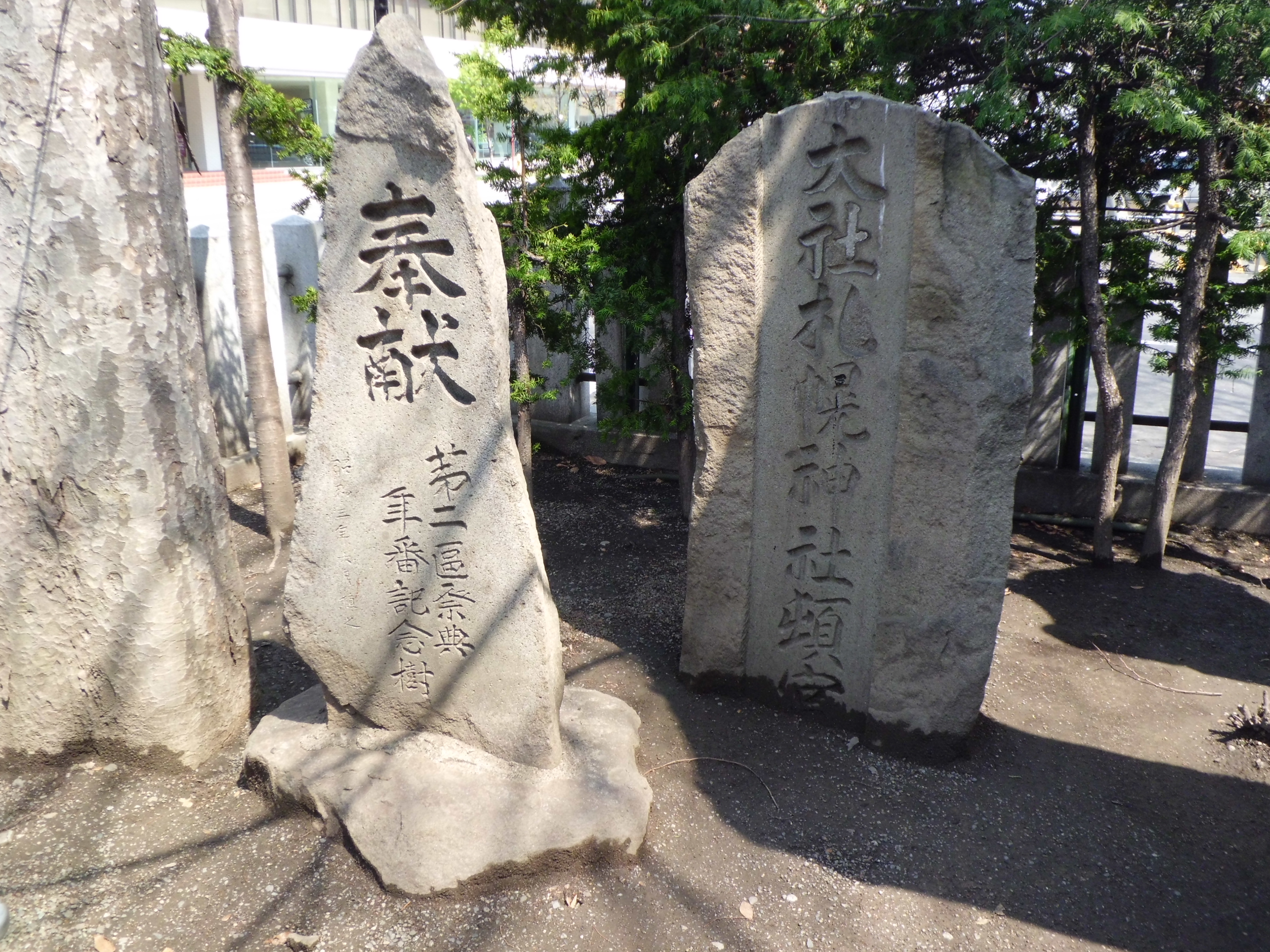
石碑
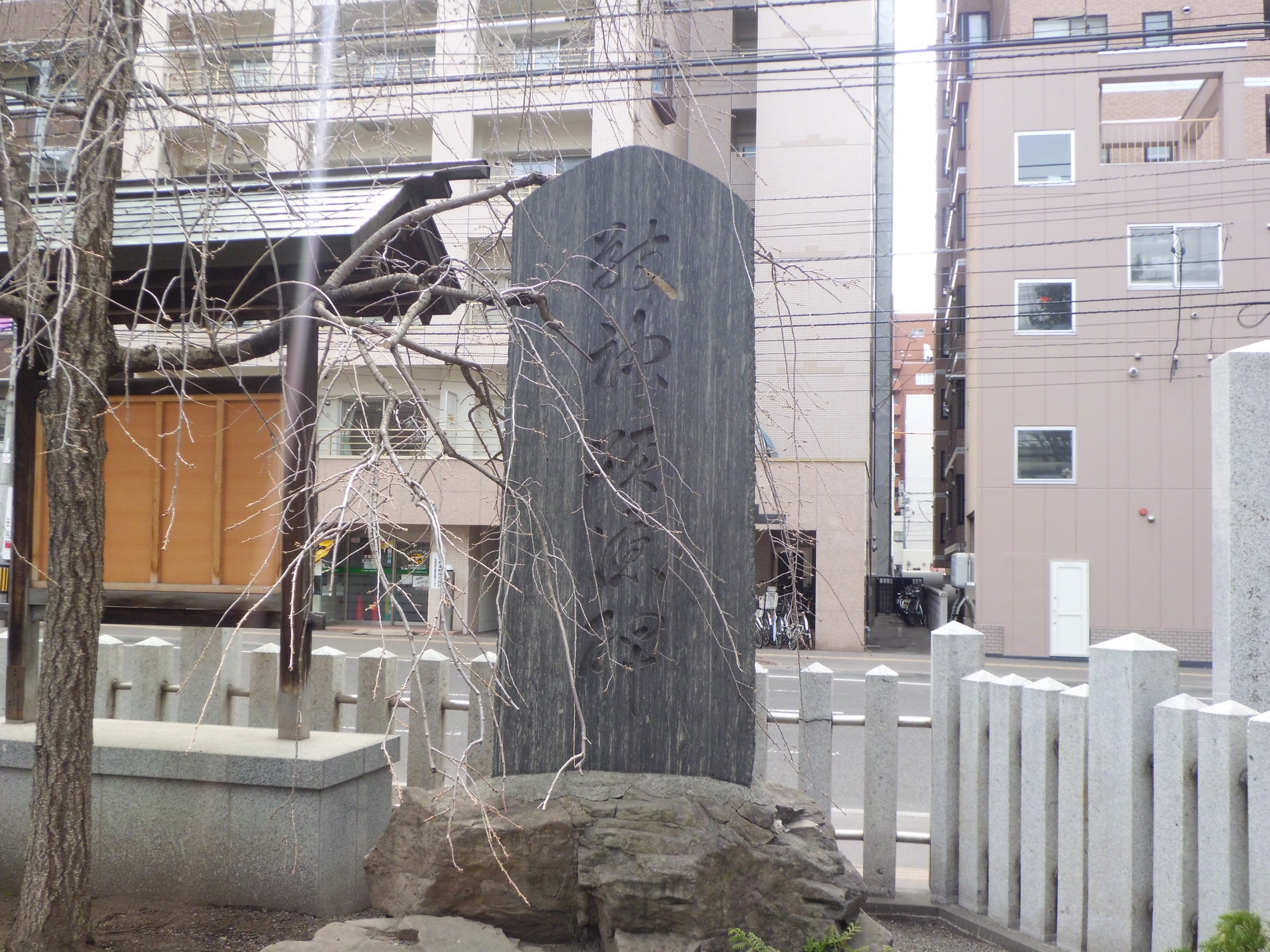
敬神頌徳碑
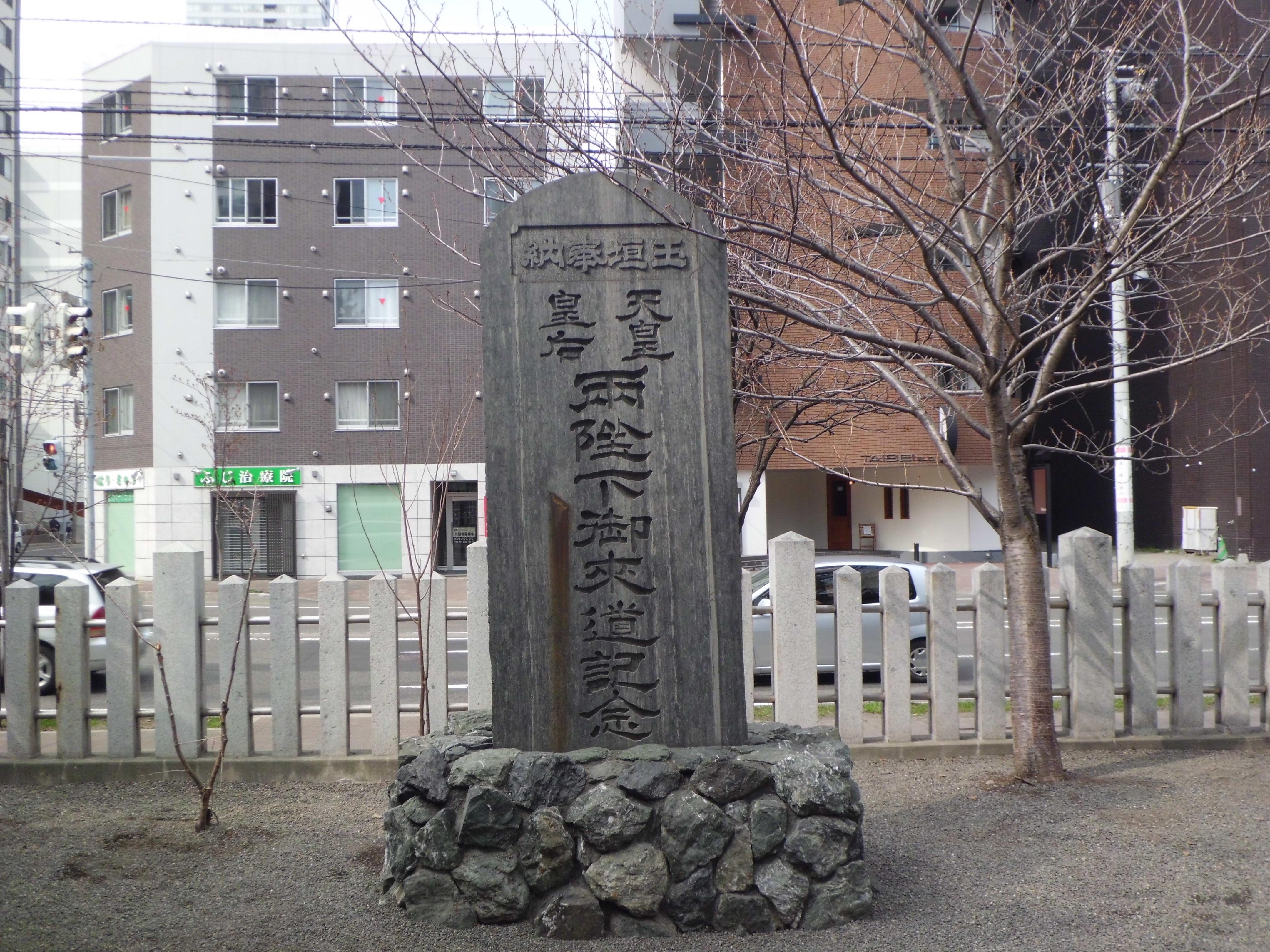
「天皇皇后両陛下御来道記念」碑
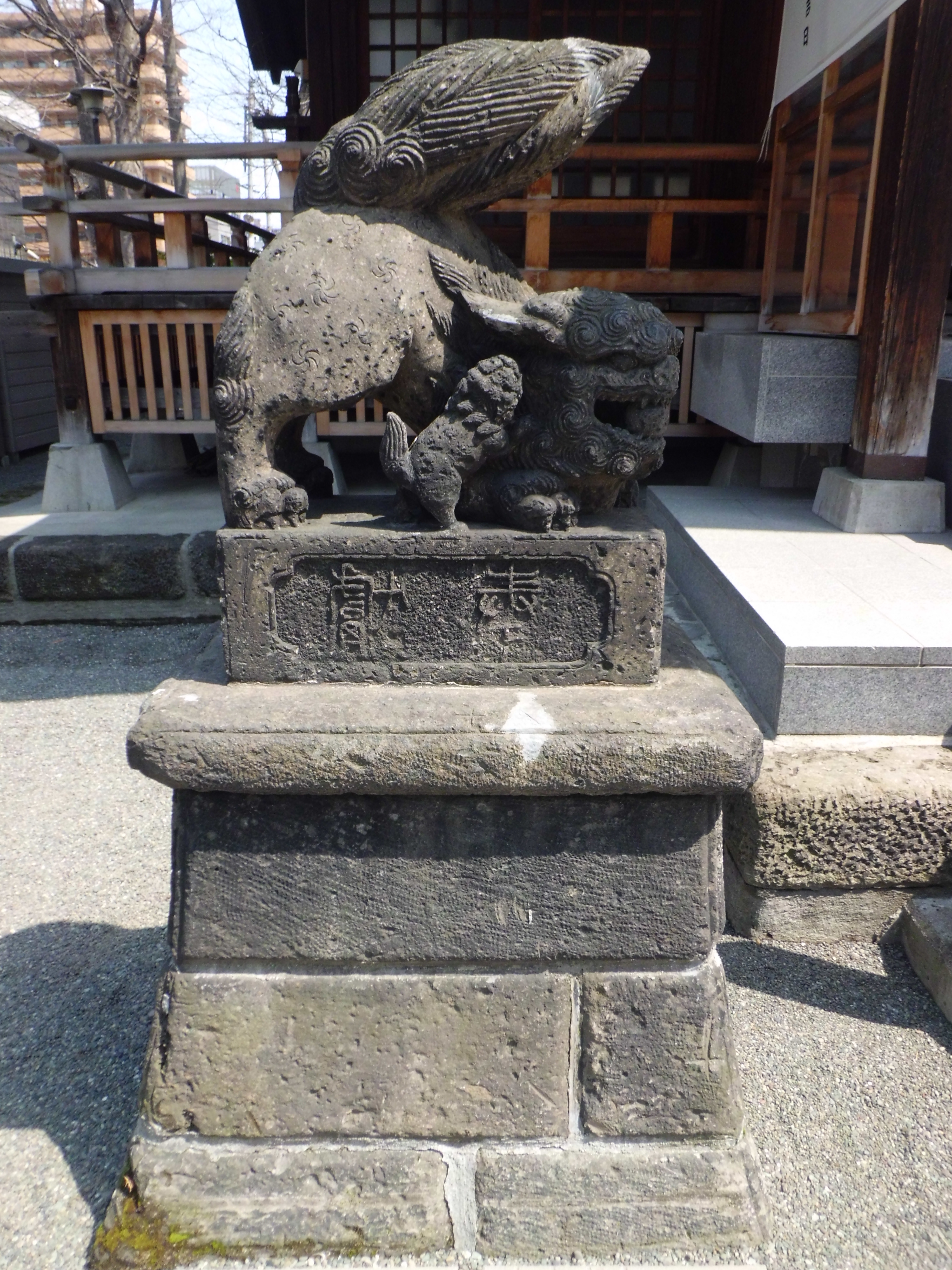
狛犬 阿形
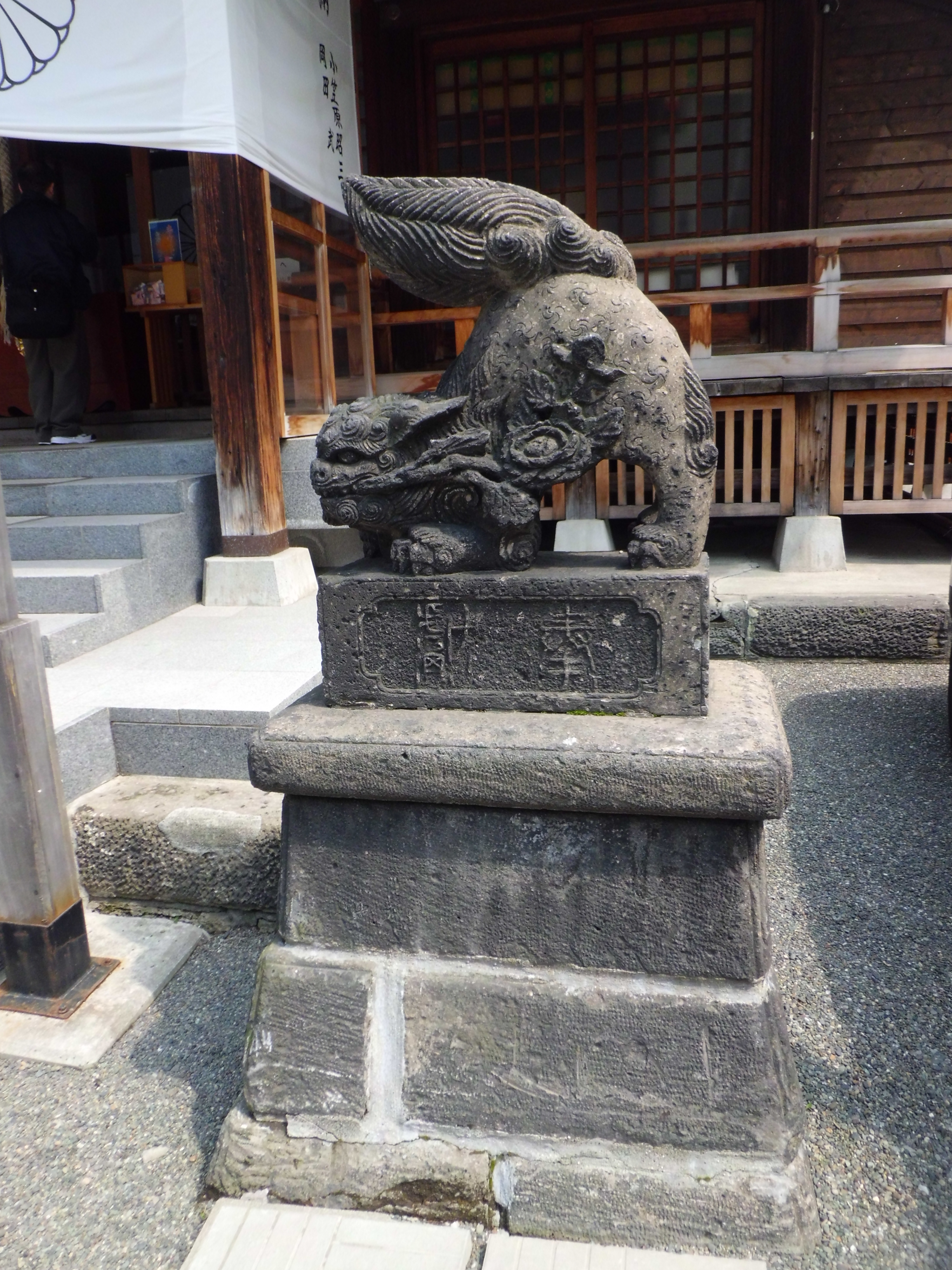
狛犬 吽形
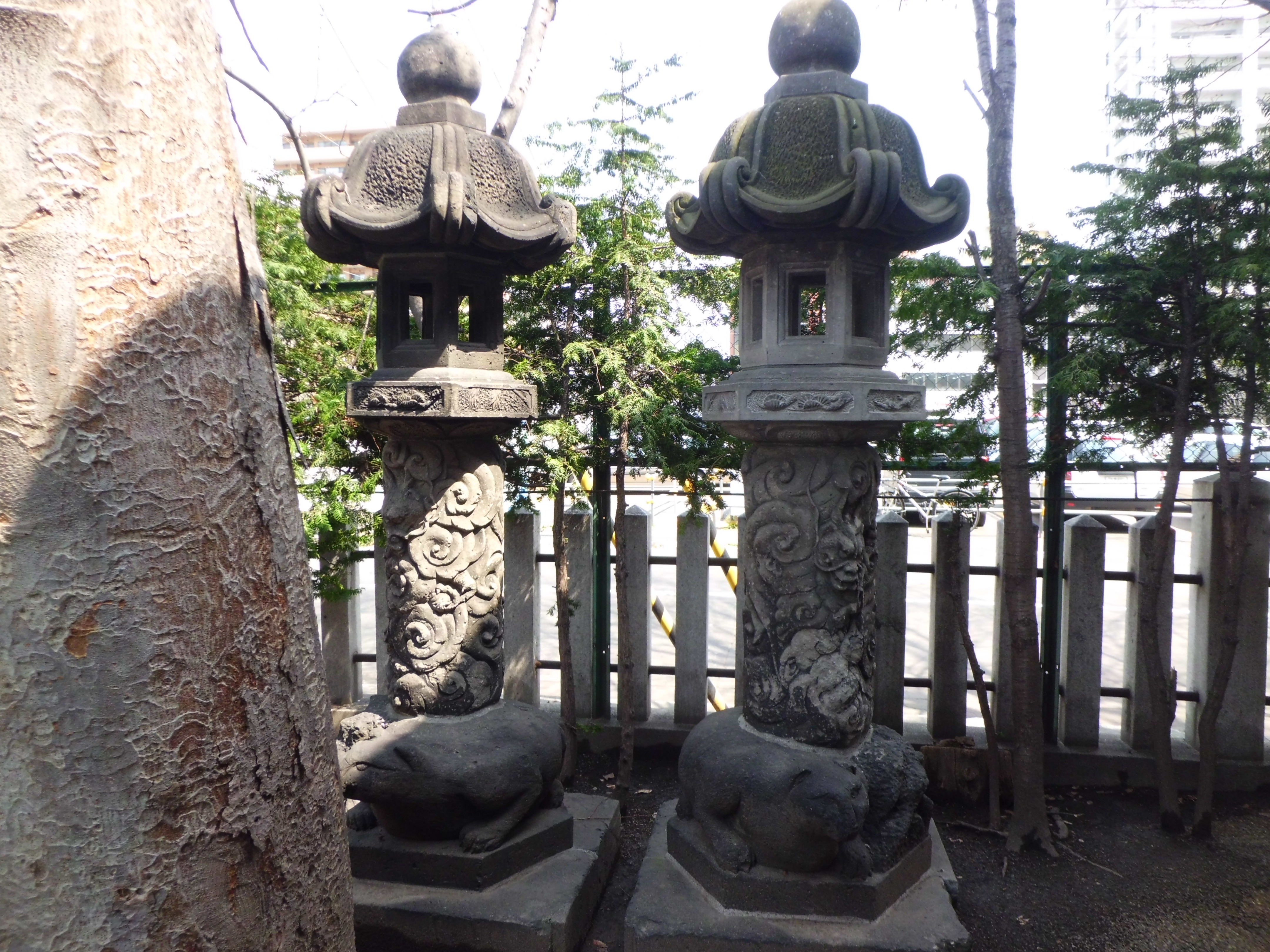
石灯籠